# Лоус (Кентукки)
Лоус (англ. Lowes) — статистически обособленная местность, расположенная в округе Грейвс штата Кентукки, США.

## История и география
Лоус расположен в 20 км к северо-западу от Мейфилда. По данным Бюро переписи населения США, общая площадь местности составляет 1,8 км².
Местность была названа в честь Леви Лоу, который поселился в этом районе в 1837 году, и изначально называлась «Перекрёсток Лоус». Почтовое отделение Лоуса впервые открылось в 1872 году.

## Демография
По данным переписи 2010 года, население Лоуса составляло 98 человек, в том числе 45 домашних хозяйств и 29 семей. Расовый состав составлял: 99 % белых и 1 % латиноамериканцев. Распределение по возрасту составило: 22,4 % в возрасте до 18 лет, 61,3 % в возрасте от 18 до 64 лет и 16,3 % в возрасте 65 лет и старше. Средний возраст составил 39 лет.
Основные области занятости: 29,8 % — оптовая торговля, 15,8 % — транспорт, 15,8 % — финансы, страхование и недвижимость.

## Известные уроженцы
- Олбен Баркли — сенатор США и 35-й вице-президент США. Родился к юго-западу от Лоуса, в маленьком поселении Уил[1][3].
- Джон Пол Хоган — химик-исследователь, открывший методы производства полипропилена и полиэтилена высокой плотности.